# John Bauer

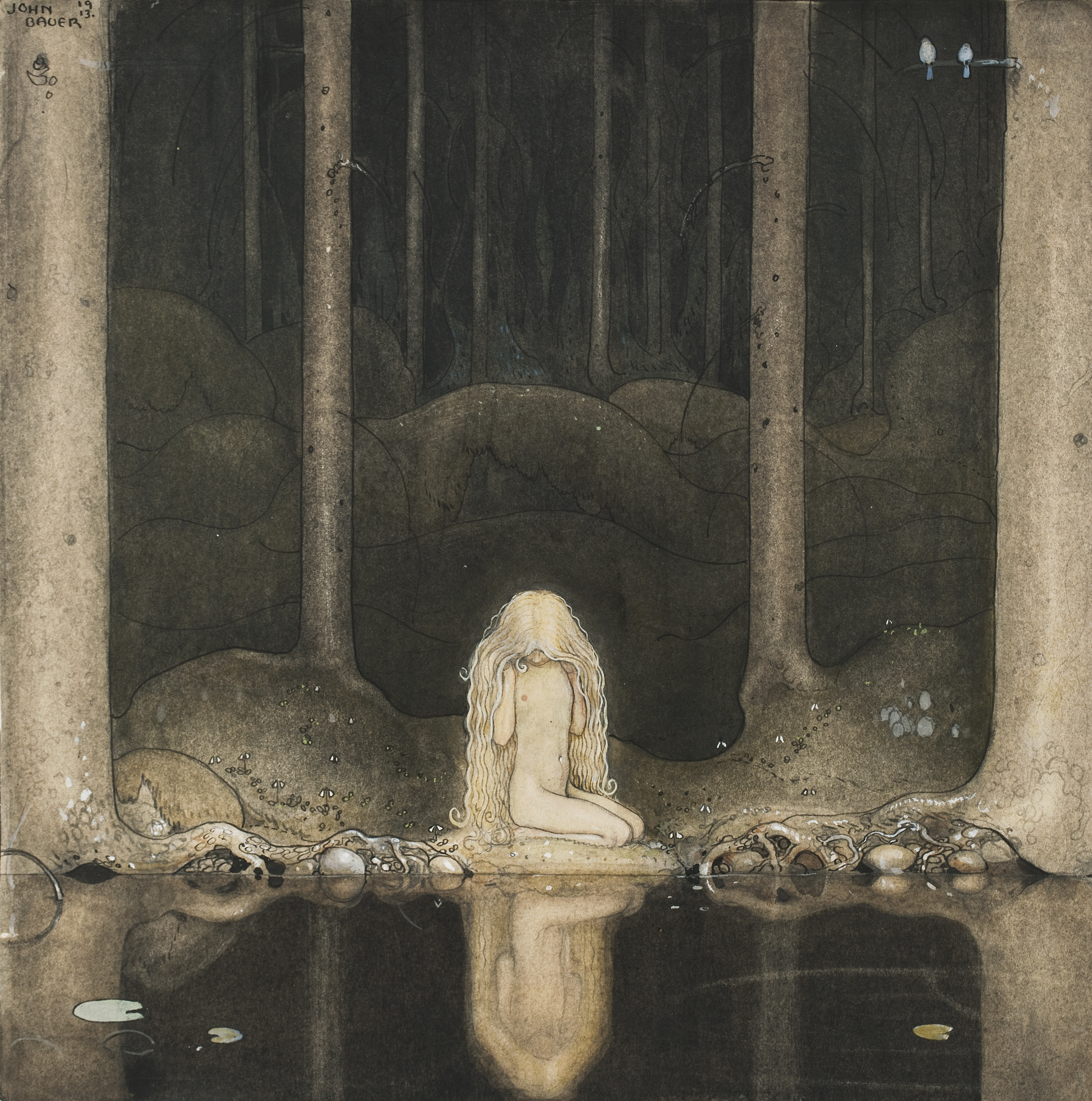
Księżniczka Tuvstarr, 1913

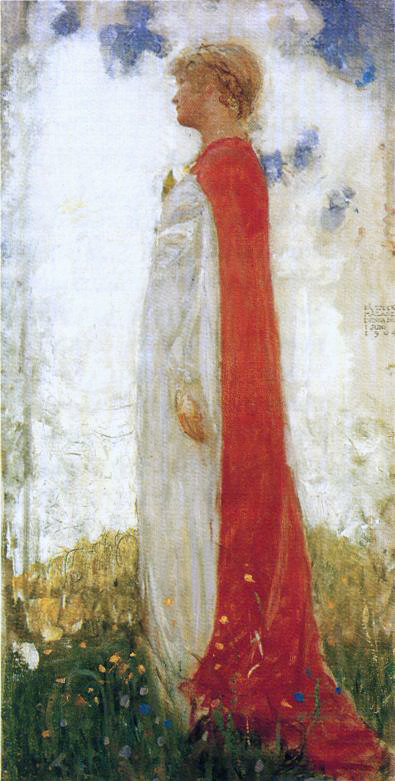
Sagoprinsessan, 1904

John Bauer (ur. 4 czerwca 1882 w Jönköping, zm. 20 listopada 1918) – szwedzki ilustrator, znany przede wszystkim z ilustracji zbioru Wśród krasnoludków i trolli (szw. Bland tomtar och troll).

## Życiorys
John Bauer urodził się i wychował w Jönköping. Miał troje rodzeństwa; dwóch braci i siostrę Annę, która zmarła mając 13 lat.
W wieku 16 lat wyjechał do Sztokholmu studiować sztukę, po dwóch latach rozpoczął naukę na Królewskiej Akademii Sztuki.
W czasie studiów na akademii poznał Ester Ellquist, którą poślubił w 1906 roku. Wspólnie odbyli dwuletnią (1908–1910) podróż po Niemczech i Włoszech. Ester pozowała do wielu prac Johna, najbardziej znaną z nich jest Sagoprinsessan z 1904 roku.
John Bauer zginął w wypadku parowca Per Brahe na jeziorze Wetter.

## Twórczość
Najbardziej znanymi pracami Bauera jest cykl ilustracji do zbioru Bland tomtar och troll. Jest on również autorem fresku Den helige Martin (Święty Marcin) znajdującego się w Nyköping.